# Snow Tha Product
Snow Tha Product, pseudonimo di Claudia Alexandra Madriz Meza Feliciano (San Jose, 24 giugno 1987), è una rapper, cantante e attrice statunitense naturalizzata messicana.

## Biografia
Claudia Alexandra Madriz Meza è nata il 24 giugno 1987 a San Jose, in California da immigrati messicani. Suo padre emigrò negli Stati Uniti e sua madre si trasferì legalmente nel paese. Durante l'infanzia Meza si interessa della musica. All'età di 6 anni, è apparsa nei talent show scolastici e ha iniziato a esibirsi con la band mariachi di suo nonno a Redwood City. Il suo primo interesse verso l'hip hop è stato quando si è trasferita a San Diego. Da adolescente, ha iniziato a fare freestyle con i suoi amici.

## Carriera

### 2007-2010: Inizi e primi successi
All'età di 19 anni, ha iniziato a prendere sul serio la musica e ha abbandonato il college per intraprendere la carriera di rapper. Dopo aver registrato una serie di canzoni in spagnolo, ha attirato l'attenzione dell'artista messicano Jaime Kohen. Insieme hanno registrato una canzone, intitolata Alguien, che è diventata popolare in Messico ed è apparsa sull'album di Kohen Fotosíntesis.
Nel 2007, Snow ha pubblicato il suo primo album chiamato Verbal Assault Vol.1 con molte collaborazioni con gli artisti locali. È stato seguito nel 2008 con il suo primo mixtape da solista Raising Tha Bar: Tha Mixtape, che includeva molti remix di canzoni popolari dell'epoca. Nel 2009 è uscito Verbal Assault Vol. 2, con il singolo Whatever It Takes. Nel 2010, Snow ha pubblicato Wake Ya Game Up, Vol. 1, insieme al lancio dei marchi di abbigliamento Wake Ya Game Up e Woke.

### 2011-2014: Unorthodox e il contratto con la Atlantic Records
Il 26 ottobre 2011, Snow ha pubblicato il suo album di debutto indipendente: Unorthodox. Drunk Love e Woke Wednesday sono stati i singoli estrapolati dall'album. La sua vera svolta è arrivata con la canzone Holy Shit. La canzone di 90 secondi ha ricevuto critiche positive ed è stata pubblicata sul sito di 50 Cent. Il successo della canzone ha attirato l'attenzione di tre importanti etichette discografiche, che sono entrate in contatto con lei: Sony, Universal e Atlantic.
Nel 2012, Snow ha firmato con l'Atlantic Records dopo il suo successo indipendente con Unorthodox. È apparsa in canzoni di grandi artisti, tra cui DJ Paul e Krizz Kaliko. Il 12 dicembre 2012, Snow ha pubblicato il suo atteso mixtape Good Nights & Bad Mornings, trainato da 3 singoli: Cookie Cutter Bitches, Damn It e Lord Be with You. Il sequel, Good Nights & Bad Mornings 2: The Hangover, è stato rilasciato il 14 ottobre 2013 e ha apparizioni come ospiti di Tech N9ne, Dizzy Wright e Ty Dolla Sign.
Il 16 maggio 2013, Snow ha pubblicato il primo singolo Cali Luv, prodotto da The Cataracs, che campiona il singolo di 2Pac California Love. È stata inclusa nel singolo Makin Papers del DJ olandese Chuckie insieme a Lupe Fiasco e Too Short. Il video della canzone è stato presentato in anteprima su MTV l'8 agosto 2013. Nel 2013, Snow ha partecipato al Fight to Unite Tour con Kottonmouth Kings e Dizzy Wright e si è esibita ai festival 2013 South by Southwest (SXSW) e Rock the Bells.

### 2017–2019: Vibehigher e l'indipendenza
Il 4 ottobre 2017, Snow ha pubblicato parte del mixtape Vibehigher con gli artisti Castro Escobar, Lex the Great, Jandro e AJ Hernz su YouTube. Ha pubblicizzato il mixtape con un tour omonimo nel 2017 e nel 2018. Nel novembre 2018, Snow ha lasciato l'Atlantic Records ed è diventata indipendente. Ha annunciato che avrebbe rilasciato l'intero mixtape VIBEHIGHER il 22 dicembre 2018, poiché era finito e pronto per essere pubblicato sotto la sua etichetta indipendente Product Entertainment LLC. Il 1º maggio 2019, Snow ha partecipato al tour di 30 giorni Going Off. Il 12 settembre, è andata di nuovo in tournée in Going Off: Part 2.

### 2020-oggi: Valemadre
Snow ha annunciato che il suo album Valemadre uscirà a metà del 2021. Questo sarebbe il suo primo progetto da solista in cinque anni e il suo primo album sotto la propria etichetta.
Il 28 aprile 2021, Snow ha collaborato con Bizarrap su Snow Tha Product: Bzrp Music Sessions, Vol. 39.

## Stile e influenze musicali
Snow è nota per il suo stile di rap Chopper. Ha dichiarato di ammirare e sostenere gli artisti che hanno il loro stile originale. È influenzata da artisti come Missy Elliott, Da Brat, Big Pun, Lauryn Hill, Aaliyah, Amy Winehouse, André 3000, Ludacris, Johnny Cash, Eminem, Busta Rhymes, 2Pac, Mac Dre, Tech N9ne e Brotha Lynch Hung, nonché l'attrice messicana María Félix e le cantanti Selena Quintanilla, Gloria Trevi e Lupita D'Alessio.
Snow è bilingue, parla fluentemente inglese e spagnolo e registra in entrambe le lingue.

## Vita privata
In un'intervista del giugno 2018, Snow ha rivelato di essere stata sposata per un decennio e di avere un figlio di nome Andrew Feliciano dal suo ex marito, nato nell'aprile 2010. Durante un'intervista con Power 106, programma radiofonico di Los Angeles, nel luglio 2018 ha parlato della sua esperienza nel crescere suo figlio, che in quel momento aveva otto anni.

## Discografia

### Album in studio
- Unorthodox (2011)
- Valemadre (2021)

### EP
- Half Way There... Pt. 1 (2016)

### Raccolte
- Verbal Assault Vol. 1 (2007)
- Verbal Assault Vol. 2 (2009)
- Wake Ya Game Up, Vol. 1 (2010)
- Vibehigher (2018)

### Mixtapes
- Raising Tha Bar: Tha Mixtape (2008)
- Run Up or Shut Up (2010)
- Unorthodox 0.5: The Mixtape (2011)
- Good Nights & Bad Mornings (2012)
- Good Nights & Bad Mornings 2: The Hangover (2013)
- The Rest Comes Later (2015)